# Невгодівська сільська рада
Невгодівська сільська рада — колишня адміністративно-територіальна одиниця та орган місцевого самоврядування в Овруцькому районі Коростенської і Волинської округ, Київської й Житомирської областей Української РСР та України з адміністративним центром у с. Невгоди.

## Населені пункти
Сільській раді були підпорядковані населені пункти:
- с. Невгоди
- с. Веселівка

## Населення
Відповідно до результатів перепису населення СРСР, кількість населення ради, станом на 12 січня 1989 року, становила 753 особи.
Станом на 5 грудня 2001 року, відповідно до перепису населення України, кількість мешканців сільської ради становила 559 осіб.

## Склад ради
Рада складалась з 12 депутатів та голови.

### Керівний склад сільської ради
| ПІБ                          | Основні відомості                                                         | Дата обрання | Дата звільнення |
| ---------------------------- | ------------------------------------------------------------------------- | ------------ | --------------- |
| Демидчук Анатолій Васильович | Сільський голова, 1961 року народження, освіта, безпартійний              | 26.03.2006   | 31.10.2010      |
| Демидчук Анатолій Васильович | Сільський голова, 1961 року народження, освіта вища, член Партії регіонів | 31.10.2010   |                 |

Примітка: таблиця складена за даними джерела

## Історія
Створена 21 жовтня 1925 року в складі с. Невгоди, хуторів Бідуни і Туличів Потаповицької та Великомошківської сільських рад Овруцького району Коростенської округи. Станом на 1 жовтня 1941 року х. Туличів не значився на обліку населених пунктів.
Станом на 1 вересня 1946 року сільська рада входила до складу Овруцького району Житомирської області, на обліку в раді перебували села Бідуни (згодом — Веселівка) та Невгоди.
На 1 січня 1972 року сільська рада входила до складу Овруцького району Житомирської області, на обліку в раді перебували села Веселівка та Невгоди.
Ліквідована 9 листопада 2017 року через об'єднання до складу Овруцької міської територіальної громади Овруцького району Житомирської області.